# Dois (álbum)
Dois é o segundo álbum de estúdio da banda brasileira de rock Legião Urbana, lançado em 20 de julho de 1986 pela EMI. Ocupa a 21ª posição da lista dos 100 maiores discos da música brasileira pela Rolling Stone Brasil. Em setembro de 2012, foi eleito pelo público da rádio Eldorado FM, do portal Estadao.com e do Caderno C2+Música (estes dois últimos pertencentes ao jornal O Estado de S. Paulo) como o terceiro melhor disco brasileiro da história. O álbum vendeu mais de 900 mil cópias no Brasil. "Tempo Perdido" fez um grande sucesso e se tornou num dos clássicos da Legião. "Eduardo e Mônica", ""Índios"" e "Quase sem Querer" também fizeram sucesso.
Na época do lançamento, a crítica d'O Estado de S. Paulo elogiou o disco, afirmando: "Você morde e vê que ali tem carne. Sangrando. O gostinho de Smiths no lado A, com o letrista e vocalista Renato Russo enchendo a boca em Daniel na Cova dos Leões ou Tempo Perdido, na verdade apenas prepara o terreno para a paulada do lado B, como em Metrópole e Fábrica."
Em seu encarte, trazia uma foto de um casal abraçado de costas para a câmera e de frente para o mar. A imagem foi obtida por Ico Ouro Preto, ex-guitarrista da banda que virou fotógrafo.

## Contexto
O sucesso do álbum anterior (que àquela altura já havia vendido 100 mil cópias) fez com que Renato Russo cogitasse fazer o segundo álbum como duplo, intitulado Mitologia e Intuição. A gravadora, porém, não se entusiasmou com a ideia, e o álbum acabou sendo simples, tendo seu repertório de 20 faixas reduzido para 12. Renato estava sofrendo a chamada "síndrome do segundo disco", como disse o guitarrista Dado Villa-Lobos. O sucesso de vendas e de crítica do Legião Urbana fez com que ele quisesse superar a marca no segundo lançamento. Marcelo Bonfá concordou, dizendo que "Dois foi realmente um desafio, pois tivemos prazo para criar e havia muita expectativa, tanto da gravadora quanto da própria banda".
A produção de Dois ficou a cabo de Mayrton Bahia, que na época era delegado pela EMI-Odeon para produzir os artistas novos que chegavam à empresa. O disco acabou responsável pela maior quantidade de vendas da história da Legião Urbana, alavancado pelo sucesso de "Eduardo e Mônica", uma faixa que era considerada difícil, por não ter um refrão. O álbum vendeu mais de 1,2 milhão de cópias.

## Composição e escrita
Sobre a temática das letras do disco, Renato Russo delarou, após seu lançamento:
| “ | Ao passo que estamos nos distanciando do referencial externo – governo, política, estado, poluição – neste segundo a gente está superinteriorizando. Não temos mais músicas como 'Soldados' e 'O Reggae', porque a gente já falou daquilo ali. Não vou ficar a vida inteira falando da escola, agora estamos falando do relacionamento emocional e afetivo das pessoas. No primeiro disco, a gente teve que bater na porta com muita força. Com o segundo, a gente pode falar as coisas sem precisar ficar gritando, porque a porta já está aberta. | ” |

A banda compunha de uma forma considerada "inusitada". Às vezes apresentavam uma base desprovida de melodia, ou então chegavam com fragmentos de canções sem nem saber em qual parte delas eles seriam usados. Além disso, eles queriam começar a trabalhar mais com violões. "Andrea Doria" foi uma das peças que ganhou passagens no instrumento para agradar aos membros.
A mixagem do disco também foi trabalhosa. O álbum foi gravado em 16 canais e muitas vezes instrumentos acabavam misturados e tinham de ser separados artesanalmente. As faixas eram constantemente editadas, muitas vezes pelas mãos de três pessoas ao mesmo tempo. Foi gravando este disco que a banda passou a aceitar mais a utilização de efeitos em sua música.

### Informação das faixas
Esta faixa serviria de ponte temática e instrumental para eventuais problemas de incompatibilidade entre as diferenças individuais das outras canções, uma interação entre o elétrico e o acústico (quanto à textura instrumental) e o oblíquo em contraste ao acessível (letras e temática), sendo útil também como complementação quanto ao timing (determinando o equilíbrio entre a duração de tempo dos lados 1 e 2). O impasse tem solução, no entanto: basta que as faixas acústicas, por permitirem sulcos bem mais aproximados, possibilitem a duração de tempo maior em cada lado, sem haver prejuízo para a qualidade de reprodução sonora fina.

Renato Russo, sobre "Central do Brasil", em carta enviada à EMI com anotações sobre o disco
A canção "Tempo Perdido" inspirou o título do filme Somos Tão Jovens. Ela já fazia parte do repertório de apresentações ao vivo da banda antes de ser gravada.
A faixa "Fábrica", assim como "Perfeição", do disco O Descobrimento do Brasil, foi gravada, anos mais tarde, em uma versão em espanhol, pela banda argentina Attaque 77.
"Daniel na Cova dos Leões" abre o disco e no início da gravação, ouve-se algo parecido com um rádio mal-sintonizado tocando um trecho de "Será" e alguns trechos do hino da Internacional Socialista. "Plantas Embaixo do Aquário" faz menções à Guerra Fria. Para acrescentá-la ao repertório final do álbum Renato Russo se inspirou numa carta que Mayrton lhe escrevera ao ver o quanto o músico se sentia pressionado.
A música "Química", que estaria no próximo trabalho do grupo, apareceu no disco Dois como faixa bônus, mas somente no K7. A versão dessa música é diferente da gravada no álbum Que País É Este 1978/1987.
O nome de uma das faixas, "Andrea Doria", faz referência a um navio italiano, o SS Andrea Doria, que seguia para Nova York quando naufragou em 25 de julho de 1956, após se chocar com uma outra embarcação de bandeira sueco-americana chamada Stockholm. Ao contrário do ocorrido na tragédia do RMS Titanic, a maioria dos passageiros foi resgatada com vida, restando um saldo de 51 mortos e o desaparecimento de algumas obras de arte italianas.

## Lista de faixas
Todas as canções produzidas por Mayrton Bahia; exceto "Eduardo e Mônica", produzida por Renato Russo.
| Dois – Edição em LP e CD |                                    |                                       |         |  |
| N.º                      | Título                             | Compositor(es)                        | Duração |  |
| 1.                       | "Daniel na Cova dos Leões"         | Renato Russo Renato Rocha             | 4:00    |  |
| 2.                       | "Quase Sem Querer"                 | Russo Dado Villa-Lobos Rocha          | 4:42    |  |
| 3.                       | "Acrilic on Canvas"                | Russo Marcelo Bonfá Villa-Lobos Rocha | 4:40    |  |
| 4.                       | "Eduardo e Mônica"                 | Russo                                 | 4:32    |  |
| 5.                       | "Central do Brasil" (instrumental) | Russo                                 | 1:34    |  |
| 6.                       | "Tempo Perdido"                    | Russo                                 | 5:02    |  |
| 7.                       | "Metrópole"                        | Russo                                 | 2:50    |  |
| 8.                       | "Plantas Embaixo do Aquário"       | Russo Bonfá Villa-Lobos Rocha         | 2:55    |  |
| 9.                       | "Música Urbana 2"                  | Russo                                 | 2:42    |  |
| 10.                      | "Andrea Doria"                     | Russo Bonfá Villa-Lobos               | 4:58    |  |
| 11.                      | "Fábrica"                          | Russo                                 | 4:56    |  |
| 12.                      | ""Índios""                         | Russo                                 | 4:23    |  |
| Duração total:           | Duração total:                     | Duração total:                        | 47:14   |  |

| Dois – Faixa escondida da versão em K7 |                |                |         |  |
| N.º                                    | Título         | Compositor(es) | Duração |  |
| 13.                                    | "Química"      | Russo          | 2:22    |  |
| Duração total:                         | Duração total: | Duração total: | 49:36   |  |

## Créditos
| - Renato Russo - vocais, teclado, violão, mixagem, produção - Marcelo Bonfá - bateria, percussão, glockenspiel - Dado Villa-Lobos - guitarra, violão, efeitos - Renato Rocha - baixo elétrico, teclado - Mayrton Bahia - direção de produção, produção, produção executiva, mixagem - Jorge Davidson - direção artística - Carlos Savalla - assistente de produção | - Amaro Moço - técnico de gravação, mixagem - Sérgio Bittencourt - técnico de gravação - Rob - auxiliar de estúdio - Geraldo - auxiliar de estúdio - Egeu Laus - coordenação gráfica - Fernanda Villa-Lobos - projeto gráfico - Flávio Colker - fotos em cores - Ico Ouro-Preto - fotos em sépia |

## Recepção critica
| Críticas profissionais | Críticas profissionais |
| Avaliações da crítica  | Avaliações da crítica  |
| Fonte                  | Avaliação              |
| ---------------------- | ---------------------- |
| allmusic               | [ 24 ]                 |

Em 2022, foi eleito um dos melhores discos da música brasileira dos últimos 40 anos em uma enquete do jornal O Globo que reuniu 25 especialistas, incluindo Charles Gavin, Vera Magalhães, Leonardo Bruno, Nelson Motta, Rodrigo Faour, Tárik de Souza, Ricardo Alexandre, Arthur Dapieve, Paulo Cesar de Araújo e Roberta Martinelli, entre outros nomes.

## Desempenho comercial

#### Vendas e certificações
| País                       | Certificação | Vendas   |
| -------------------------- | ------------ | -------- |
| Brasil (Pro-Música Brasil) | Diamante     | 900.000+ |